# ネズィヘ・ムヒッディン
ネズィヘ・ムヒッディン（Nezihe Muhiddin、1889年 - 1958年2月10日）は、オスマン帝国、トルコの女性の権利のための活動家である。サフラジェット（女性参政権活動家）であり、ジャーナリスト、作家、そして、政治のリーダーでもある。

## 人物
- 女性の政治的権利を求めて闘い、20世紀にオスマン帝国が共和制を宣言した後、女性の権利を認めさせた、共和制フェミニズムの第一波の代表的存在である。[2]
- 作家でもあり、20本の小説、300編の物語（ストーリー）、そして戯曲や映画の脚本、オペレッタを執筆している。

## 政治活動
ムヒッディンは、共和制設立以前の1923年7月に、トルコ共和国の最初の政党、女性人民党（カンドゥンラル・ハルク・フルカス）を設立した。この党は女性の政治的・社会的権利を求めて設立された政党であったが、当時の政治的状況の下、国家から公式に政党として認可されることはなかった。さらにムヒッディンはトルコ女性組合（テュルク・カンドゥンラル・ビルリイ）を設立し、1924年から1927年にかけてその会長を務めるとともに、『トルコ女性の道（ターク・カディン・ヨル, Turk Kadin Yolu)』という雑誌を創刊するために協力した。
トルコ女性組合は政治的平等を強く求め続け、1927年には、議会において女性の権利を支持するためにフェミニストの男性候補者を推したが、不成功に終わった。
このように、ネズィヘ・ムヒッディン、トルコの女性の生の質の向上に、己の人生を費やした。

## 著作
- Şebab-ı Tebah (The Lost Youth)
- Benliğim benimdir (My Ego is Mine)
- Güzellik Kraliçesi (The Beauty Queen)
- Boz Kurt (The Grey Wolf)
- İstanbul'da Bir Landru (A Landru in Istanbul)
- Ateş Böcekleri (Fire Flies)
- Bir Aşk Böyle Bitti (This is How A Love Ended)
- Çıplak Model (The Naked Model)
- İzmir Çocuğu (The Child of Izmir)
- Avare Kadın (Wastrel Woman)
- Bir Yaz Gecesiydi (It Was a Summer Night)
- Çıngıraklı Yılan (The Rattlesnake)
- Kalbim Senindir (My Heart Belongs To You)
- Sabah Oluyor (Turning Out to be Morning)
- Gene Geleceksin (You Will Come Back)
- Sus Kalbim Sus! (Shush, My Heart, Shush!)
- Türk Kadını (Turkish Woman)

## 関連書籍
- Nezihe Muhiddin: an Ottoman Turkish women's rights defender" by Yaprak Zihnioglu.
- Kadınsız İnkılap/ Nezihe Muhiddin, Kadınlar Halk Fırkası, Kadın Birliği. by Yaprak Zihnioğlu, Metis Yayınları 2003
- Nezihe Muhiddin külliyatı by Yaprak Zihnioğlu
- Osmanlı Kadın Hareketi by Serpil Çakır